# Quelli della luna
Quelli della luna è un programma televisivo italiano di genere documentario e sportivo condotto da Giampiero Mughini andato in onda su Rete 4 dal 16 luglio al 6 agosto 2019 con cadenza settimanale ogni martedì.

## Puntate
| Puntata | Data           | Titolo |
| ------- | -------------- | --- |
| 1       | 16 luglio 2019 | Valentino Rossi, Francesco Totti, Tiger Woods, Paolo Rossi, Federica Pellegrini, Ronaldo, Jonathan Bachini, Lance Armstrong e Davide Astori           |
| 2       | 23 luglio 2019 | Cristiano Ronaldo, Roberto Palpacelli, Mario Balotelli, Alberto Tomba, Andre Agassi, Marco Pantani, Bobo Vieri, Mike Tyson e Michael Phelps           |
| 3       | 30 luglio 2019 | Diego Armando Maradona, Roger Federer, Adriano, Ayrton Senna, Gianluigi Buffon, Ben Johnson, Ruud Gullit e Nino La Rocca                              |
| 4       | 6 agosto 2019  | Roberto Baggio, Alex Schwazer, Michael Schumacher, Marco Van Basten, Pietro Mennea, Zlatan Ibrahimovic, Usain Bolt, Zinédine Zidane e Oscar Pistorius |